# Инженерный корпус Московского метрополитена
Инженерный корпус Московского метрополитена — административное здание, расположенное по адресу проспект Мира, дом 41, строение 2 в Мещанском районе Центрального административного округа города Москвы. Редкий для СССР образец архитектуры структурализма, входит в список 100 наиболее важных зданий советской Москвы, составленный российским отделением Международной рабочей группы по документации и консервации зданий, достопримечательных мест и объектов градостроительства современного движения.

## История
Планы строительства собственного административного здания руководство Московского метрополитена вынашивало с 1930-х годов, однако первый проект появился только в 1950-х. Архитектор Иван Георгиевич Таранов предложил охватить площадь Белорусского вокзала мощной 2-этажной аркадой, но единственным воплощённым элементом этого проекта стал наземный вестибюль станции «Белорусская-кольцевая». Возможность построить офис метрополитена досталась его сыну Андрею Таранову в сотрудничестве с архитекторами В. Овчинниковым и В. М. Гинзбургом и инженером Л. Нефёдовой. Здание было возведено в 1978—1982 годах на проспекте Мира. Примечательно, что Таранов-младший построил здание на месте старого наземного вестибюля одноимённой станции метро Калужско-Рижской линии, возведённого на бывшей территории городской усадьбы фарфорового промышленника Матвея Кузнецова. Здание было введено в эксплуатацию в 1983 году, службы Московского Метрополитена окончательно переехали в Инженерный корпус в 1986 году.

### Галерея
В 2013 году в Инженерном корпусе открылась художественная галерея «Атриум». Галерея экспонирует работы современных художников и классическую живопись. На первой выставке «Эпоха 1812 года. Герои и битвы» в «Атриуме» были представлены работы из собрания музея-панорамы «Бородинская битва».

## Архитектура
Инженерный корпус занял пространство между проспектом Мира и улицей Гиляровского. Благодаря необычной форме, здание встало на красных линиях обеих улиц, одновременно образовав пешеходные проходы и небольшие площади. Фасады Инженерного корпуса оформлены панелями сложной формы из неокрашенного белого бетона, углы сглажены, и это выделяет его из окружающей застройки. Подобное новаторское, бруталистское решение было продиктовано соображениями экономии: Московский метрополитен не мог позволить себе отделку натуральным камнем, но здание его управления должно было соответствовать «самому красивому метро в мире». Строительством Инженерного корпуса занимался «Московский Метрострой». Всего в оформлении были использованы 642 кассеты, за установкой каждой из которых Таранов следил лично, каждый день находясь на строительной площадке. Руководящие органы Московского метрополитена расположились в корпусе, выходящем на улицу Гиляровского, а центральные части корпусов, куда не попадал солнечный свет, были выделены под диспетчерские залы: из-за ответственной работы специалистов, наблюдавших за каждым поездом и эскалатором, даже случайные блики были недопустимы. В здании также были запроектированы помещения для ЭВМ, однако за время строительства те значительно уменьшились в размерах, и компьютерные залы были перепрофилированы в склады.